# Seroczki (przystanek kolejowy)
Seroczki – nieczynny wąskotorowy przystanek osobowy w Seroczkach, w gminie Zakrzewo, w powiecie aleksandrowskim, w województwie kujawsko-pomorskim, w Polsce. Został wybudowany po I wojnie światowej. Przystanek został zamknięty w 1974 roku.